# Himawari 8 et 9
Pour les articles homonymes, voir Himawari.

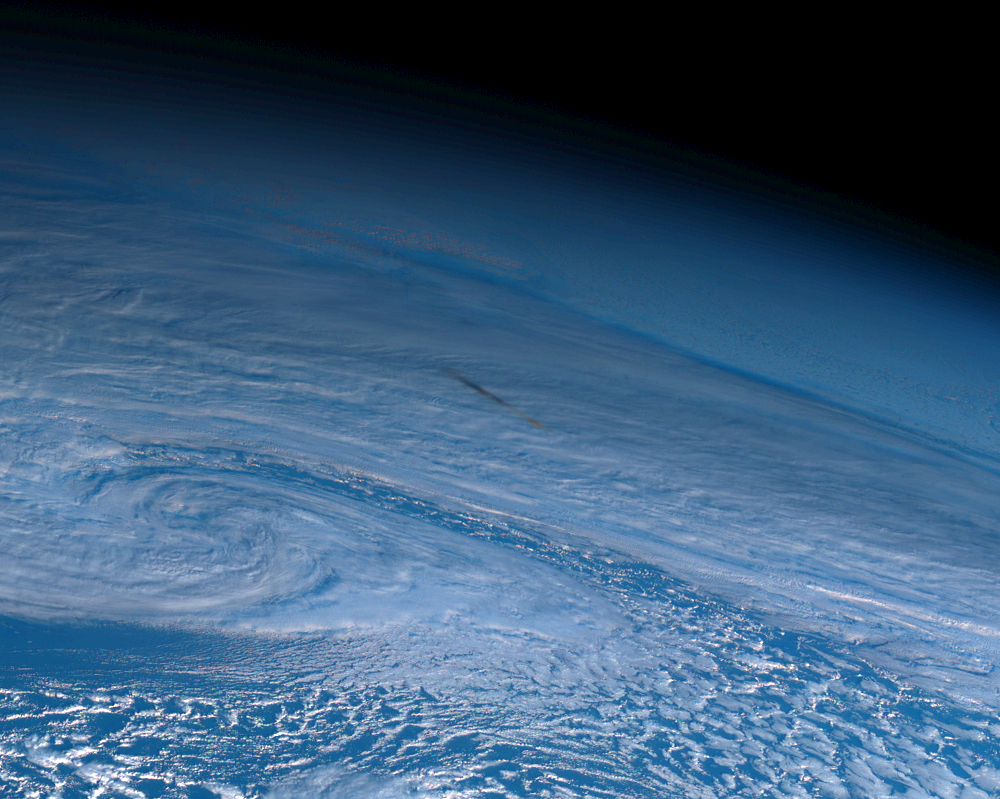
Bolide de la mer de Béring du 18 décembre 2018, vu depuis le satellite Himawari 8.

Himawari 8 et Himawari 9 sont des satellites météorologiques développés pour couvrir les besoins de l'Agence météorologique du Japon (JMA). Himawari 8 est lancé le 7 octobre 2014 par le lanceur H-IIA # 25 et Himawari 9 est lancé le 2 novembre 2016 par le lanceur H-IIA # 31 et ils se placent en orbite géostationnaire en occupant la longitude 140° E. Derniers développements de la série des satellites géostationnaires japonais Himawari, ils prennent la suite des satellites MTSat avec des performances nettement améliorées. Le satellite Himawari 9, est mis en veille jusqu'en 2022, date à laquelle il prend le relais de Himawari 8.

## Contexte
L'Agence météorologique du Japon (JMA) utilise depuis 1977 pour ses besoins des satellites météorologiques placés en orbite géostationnaire au niveau de la latitude 140° E qui lui fournissent des images des régions orientales de l'Asie et du Pacifique occidental. La série Himawari-1 à 5 mise en œuvre par l'organisation entre 1977 et 2003 est remplacée par deux satellites MTSat lancés en 2005 et 2006. Ces derniers arrivant en fin de vie en 2015, l'organisation japonaise passe commande en juillet 2009 de deux nouveaux satellites, baptisés Himawari 8 et Himawari 9, auprès du constructeur de satellites Mitsubishi. Le premier est lancé le 7 octobre 2014 et le second est lancé le 2 novembre 2016.

## Caractéristiques techniques
Les deux satellites Himawari utilisent une plate-forme MELCO DS-2000 stabilisée sur 3 axes. Chaque satellite a une masse de 3 500 kg, dont 2,2 tonnes d'ergols, et ses dimensions hors tout une fois ses appendices déployés sont de 5,2 m (axe X) x 8,0 m (axe Y) x 5,3 m (axe Z). Les panneaux solaires produisent 2,6 kW. Chaque satellite est conçu pour une durée de vie active de 8 ans pour la charge utile et de 15 ans pour la plate-forme. Les télécommunications sont assurées en bande Ku, en UHF et en bande Ka (débit de 66 mégabits/s).

### Charge utile
La charge utile principale est la caméra AHI (Advanced Himawari Imager) utilisant 16 canaux allant de la lumière visible (≥435 nm) jusqu'à l'infrarouge (≤13,3 micromètres). Les satellites Himawari sont plus performants que la génération précédente des MTSat dans plusieurs domaines : 
- Les 16 canaux se distribuent en 3 canaux en lumière visible permettant de restituer des photos en couleur (1 seul canal et image en noir et blanc pour les MTSat), 3 canaux en proche infrarouge (aucun sur les MTSat) et 10 canaux dans l'infrarouge moyen (3 sur les MTSat).
- Le satellite restitue une image complète de la planète toutes les 10 minutes (30 minutes pour les MTSat).
- La résolution est de 0,5  à   1 km en lumière visible et 2 km en infrarouge (contre respectivement 1  et   4 km).

Chaque satellite emporte également un instrument destiné à mesurer le rayonnement reçu. SEDA (Space Environment Data Acquisition Monitor) quantifie les protons d'une énergie comprise entre 15 et 100 MeV et les électrons entre 0,2 MeV et 5 MeV. Contrairement à la génération précédente, ces satellites n'emportent aucun équipement destiné au contrôle de la navigation aérienne.